# Malbouzon
Malbouzon är en kommun i departementet Lozère i regionen Occitanien i södra Frankrike. Kommunen ligger i kantonen Nasbinals som tillhör arrondissementet Mende. År 2018 hade Malbouzon 123 invånare.

## Befolkningsutveckling
Antalet invånare i kommunen Malbouzon
| Referens: INSEE |